# Hội Thân hữu Nam và Nữ Hướng đạo Quốc tế
Hội Thân hữu Nam và Nữ Hướng đạo Quốc tế (International Scout and Guide Fellowship) là một tổ chức có phạm vi quốc tế của các cựu Hướng đạo sinh nhằm mục đích hỗ trợ Hướng đạo và Nữ Hướng đạo. Họ muốn tăng cường sức mạnh đối thoại giữa các cộng đồng qua các dự án thiên về cộng đồng trên toàn thế giới.
Hội Thân hữu Nam và Nữ Hướng đạo Quốc tế được mở cho các cựu thành viên của Hội Nữ Hướng đạo Thế giới (WAGGGS) và Tổ chức Phong trào Hướng đạo Thế giới (WOSM), và đến những người lớn mà chưa có cơ hội trở thành Hướng đạo sinh, Nữ Hướng đạo sinh, hoặc huynh trưởng nhưng tin tưởng vào lý tưởng của Hướng đạo.
Hội được thành lập vào năm 1953 dưới tên gọi là Hội Thân hữu cựu Nam và Nữ Hướng đạo Quốc tế (International Fellowship of Former Scouts and Guides).
Hội Thân hữu cựu Nam và Nữ Hướng đạo Quốc tế được Hội Nữ Hướng đạo Thế giới và Tổ chức Phong trào Hướng đạo Thế giới hỗ trợ, và hiện có thành viên tại 59 quốc gia. Hơn thế nữa, hiện nay có chi nhánh thành viên trung tâm tại 24 quốc gia.
Năm 2003, 100.000 thành viên đã mừng lễ chu niên ngày thành lập hội lần thứ 50 bằng việc tiến hành các dự án mang lợi ích đến các cộng đồng mà họ đang sống và làm việc hoặc là khắp nơi trên thế giới.

## Các sự kiện quốc tế
Các cuộc tập họp và hội nghị Quốc tế đã được tổ chức trong năm 2006 và 2007. Tozeur, Tunisia, sẽ tổ chức Hội nghị Thế giới lần thứ 25 từ ngày 20-26 tháng 10 năm 2008.